# Takyarytmi
Takyarytmi, snabb och oregelbunden hjärtrytm. För att hjärtrytmen ska klassificeras som snabb, behöver den motsvara fler än 100 slag per minut, och för att tillståndet ska kallas takyarytmi krävs även åtminstone 3 oregelbundna hjärtslag i följd.
Den vanligaste takyarytmin är förmaksflimmer. En annan vanlig arytmi är förmaksfladder. Vanliga symptom på detta sjukdomstillstånd är: smärta i bröstet, trötthet, hjärtklappning, andfåddhet, svimning, yrsel och medvetslöshet. Symptomen kan dock variera från att man inte upplever några som helst besvär till att man kan känna sin hjärtrytm (palpitation). Efter diagnostisering kan tillståndet behandlas genom olika metoder, bland annat kirurgisk behandling, pacemakerbehandling, elkonvertering och implanterbar defibrillator.
Tillståndet kan utvecklas till följd av en hjärtattack, men kan även drabba patienter med hjärtsvikt, kardiomyopati, myokardit, valvulär hjärtsjukdom eller som har genomgått hjärtkirurgi. Takyarytmi kan även orsakas utan ett bakomliggande sjukdomstillstånd, till exempel genom användning av antiarytmika, förändringar i pH-balansen eller blodkemin (till exempel kaliumnivån) eller syrebrist.